# Micah Balfour
Micah Balfour (Peckham, 18 luglio 1978) è un attore britannico.

## Filmografia parziale
- Metropolitan Police – serie TV (2005–2010)
- Doctor Who – serie TV (2010)
- Valle di luna (Emmerdale) – soap opera, 93 puntate (2015-2016)
- Delitti in Paradiso (Death in Paradise) – serie TV, episodio 12x05 (2023)